# Disphragis nystalina
Disphragis nystalina är en fjärilsart som beskrevs av Felder 1874. Disphragis nystalina ingår i släktet Disphragis och familjen tandspinnare. Inga underarter finns listade i Catalogue of Life.